# Magnus Bangelius
Magnus Bangelius, född 24 september 1702 i Gistads församling, död 12 mars 1745 i Styrstads församling, Östergötlands län, var en svensk präst.

## Biografi
Magnus Bangelius föddes 1702 i Gistads församling och döptes 26 september samma år. Han var son till kyrkoherden Martinus Bangelius och Brita Bellnerus. Bangelius studerade i Linköping och blev i augusti 1702 studnet vid Uppsala universitet. Han prästvigdes till pastorsadjunkt i Gistads församling 21 september 1724. Han blev 28 april 1729 komminister i Sankt Olofs församling, Norrköping, tillträdde 1729 och kyrkoherde i Styrstads församling 4 november 1737, tillträde 1738. Bangelius avled 1745 i Styrstads församling och begravdes 16 april samma år i Styrstads kyrka av kontraktsprosten David Evensson.

### Familj
Bangelius gifte sig 24 juni 1729 med Anna Catharina Löfgren (1702–1748). Löfgren var änka efter komministern J. Kylander i Sankt Olofs församling, Norrköping. Bangelius och Löfgren fick tillsammans barnen Simon Mårten Bangelius (1730–1730), Magnus Bangelius (1730–1730), kornetten Simon Mårten Bangelius (1731–1783) vid Östgöta kavalleriregemente, Anna Brita Bangelius (född 1733), Catharina Charlotta Bangelius (född 1734) som var gift med kyrkoherden Carl Enhörning i Tuna församling, Magnus Gabriel Bangelius (född 1735), Anna Margareta Bangelius (född 1736) som var gift med mässingsbruksbokhållaren Lars Andersson Wiman i Norrköping och sämskmakaren Erik Rehnberg i Norrköping och Brita Stina Bangelius som var gift med kyrkoherden Carl Laurbeck i Hällestads församling.